# Hermanas del Inmaculado Corazón de María
La Congregación de las Hermanas del Inmaculado Corazón de María (oficialmente en portugués: Congregação das Irmãs do Imaculado Coração de Maria) es una congregación religiosa católica femenina de vida apostólica y de derecho pontificio, fundada por la religiosa austriaca Barbara Maix, en Viena, en 1843. A las religiosas de este instituto se les conoce como Hermanas del Inmaculado Corazón de María de Porto Alegre y posponen a sus nombres las siglas I.C.M.

## Historia

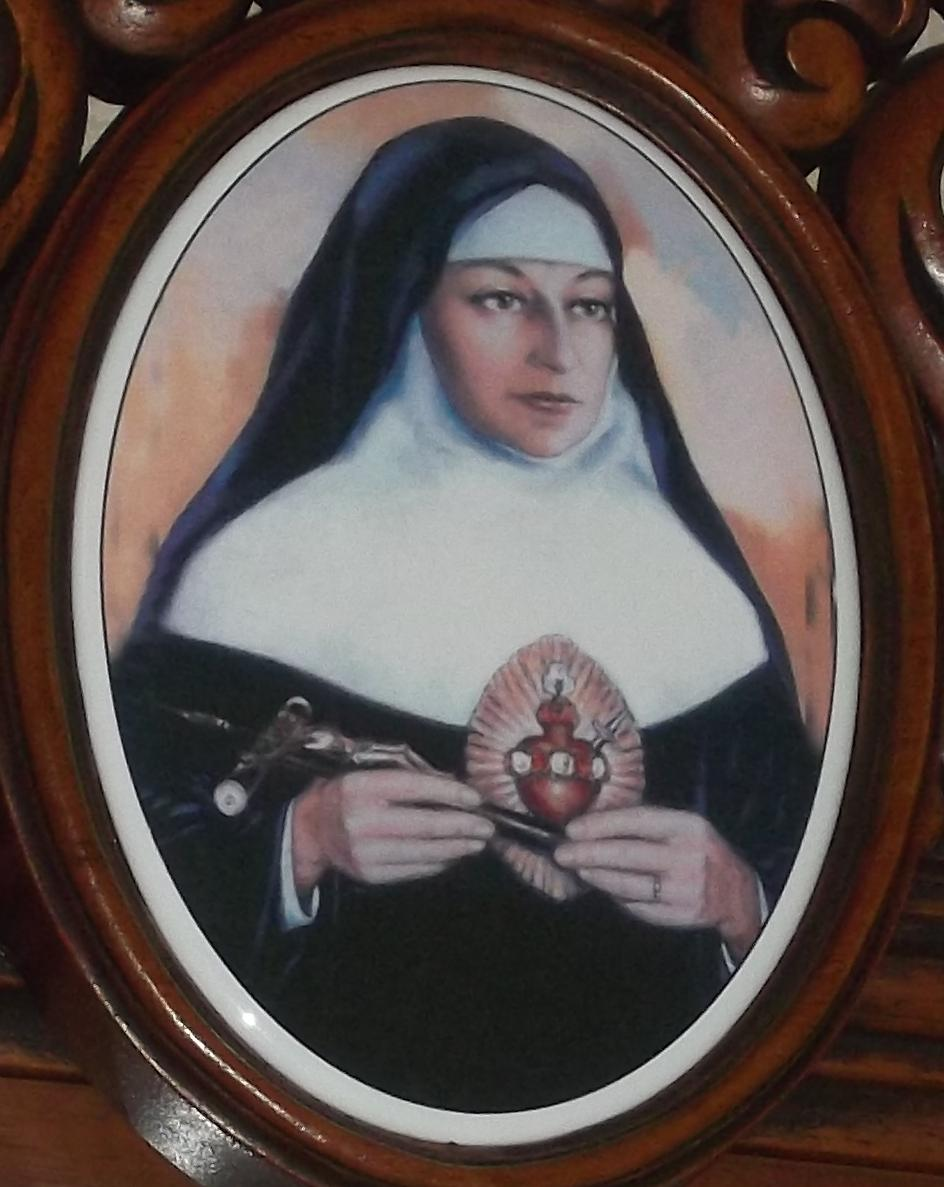
Barbara Maix (1818-1873), fundadora de la congregación.

Con la aprobación del arzobispo de Viena, Vinzenz Eduard Milde, la religiosa austriaca Barbara Maix dio origen a un nuevo instituto religioso el 8 de mayo de 1843, intitulado al Inmaculado Corazón de María, con el fin de colocar fin a la prostitución en la que se veían sometida algunas personas del servicio doméstico. Sin embargo a causa de la persecución del gobierno masón a las instituciones religiosas, Maix, junto a veintiún religiosas, se vio obligada a huir a Brasil en 1848. Encontraron cobijo en Río de Janeiro y, más tarde, establecieron la casa madre de la congregación en Porto Alegre.
Esta organización católica fue aprobada por el obispo Manoel de Monte Rodrigues, de la diócesis de Río de Janeiro, como congregación religiosa de derecho diocesano, el 8 de mayo de 1949. El papa Pío XI la elevó a la dignidad de congregación religiosa de derecho pontificio, mediante decretum laudis, del 14 de marzo de 1932.

## Organización
La Congregación de las Hermanas del Inmaculado Corazón de María es un instituto religioso internacional centralizado, cuyo gobierno es ejercido por una superiora general, considerada sucesora de María Bárbara de la Santísima Trinidad. La sede central del instituto se encuentra en Porto Alegre (Brasil).
Las Hermanas del Corazón Inmaculado de Porto Alegre se dedican a la instrucción cristiana y a la educación de la juventud. Además prestan sus servicios a los enfermos. En 2015, el instituto contaba con unas 752 religiosas y 130 comunidades, presentes en Angola,
Argentina, Bolivia, Brasil, Haití, Italia, Mozambique, Paraguay, Estados Unidos y Venezuela.